# Drayton (North Dakota)
Drayton is een plaats (city) in de Amerikaanse staat North Dakota, en valt bestuurlijk gezien onder Pembina County.

## Demografie
Bij de volkstelling in 2000 werd het aantal inwoners vastgesteld op 913.
In 2006 is het aantal inwoners door het United States Census Bureau geschat op 839, een daling van 74 (-8,1%).

## Geografie
Volgens het United States Census Bureau beslaat de plaats een oppervlakte van
1,5 km², geheel bestaande uit land. Drayton ligt op ongeveer 244 m boven zeeniveau.

## Plaatsen in de nabije omgeving
De onderstaande figuur toont nabijgelegen plaatsen in een straal van 28 km rond Drayton.